# Michael Bublés diskografi
Den canadisk-italienske sanger Michael Bublés diskografi består af otte studiealbums, tre livealbums, ni EP'er, 18 singler og 14 musikvideoer. Hans albums bliver distribueret af Warner Bros. Records og også via deres datterselskaber Reprise Records og 143 Records.
Bublé debuterede uafhængigt i 1995 med sin første PE, First Dance. I 2001 og 2002 udgav han albumene BaBalu og Dream uden støtte fra pladeselskaber. I 2003 skrev han kontrakt med 143 Records og udgav sit første studiealbum Michael Bublé, der fik stor succes. Den 23. maj samme år udgav han sit første livealbum, Come Fly with Me og senere sin anden og tredje EP; Totally Bublé og Let It Snow. Den 8. februar 2005 udgav Bublé sit andet studiealbum, It's Time, der endte med et certificeret pladesalg flere steder. Samme år udgav han også sit andet livealbum Caught in the Act, lancerede en særlig jule-udgave af sit selvbetitlede studiealbum, der solgt sølv i Storbritannien, og udgav sin fjerde EP med titlen More. Hans femte EP, With Love, fulgte året efter og solgte guld i USA.
I 2007 udgav han sit tredje studiealbum, Call Me Irresponsible og året efter sin sjette EP; A Taste of Bublé. Bublés tredje livealbum, Michael Bublé Meets Madison Square Garden, blev udgivet den 16. juli 2009, og hans fjerde studiealbum blev udgivet i oktober samme år. I 2011 udgav han sit femte studiealbum, Christmas, der indeholdt julesange og samarbejde med The Puppini Sisters, Thalía og Shania Twain. Dette album bliver betragtet som hans mest prestigefyldte af Bublés udgivelser, fordi det solgte guld og platin i mange lande, og blev et af de bedst sælgende albums i 2011. Samme år udgav han EP'en A Holiday Gift for You, der indeholder nogle sange, som der ikke blev inkluderet på Christmas-albummet. Bublés syvende album, Nobody But Me blev udgivet den 21. oktober Hans ottende og seneste album, Love , blev udgivet den 16. november 2018. Bublé bekræftede at Love vil være hans sidste udgivelse. I marts 2022 udkom Higher.
Bublé har solgt over 40 millioner albums på verdensplan, og over 18 millioner i USA. Han har vundet fire Grammy Awards og haft fire på hinanden følgende albums som nummer 1 på Billboard 200.

## Album

### Studiealbums
| Titel                                                     | Albumdetaljer                                                                                   | Peak chart positions | Peak chart positions | Peak chart positions | Peak chart positions | Peak chart positions | Peak chart positions | Peak chart positions | Peak chart positions | Peak chart positions | Peak chart positions | Certificeringer | Salgstal                                                                              |
| Titel                                                     | Albumdetaljer                                                                                   | CAN                  | AUS                  | AUT                  | GER                  | IRE                  | NLD                  | SWE                  | SWI                  | UK                   | US                   | Certificeringer | Salgstal                                                                              |
| --------------------------------------------------------- | ----------------------------------------------------------------------------------------------- | -------------------- | -------------------- | -------------------- | -------------------- | -------------------- | -------------------- | -------------------- | -------------------- | -------------------- | -------------------- | --- | ------------------------------------------------------------------------------------- |
| Michael Bublé                                             | - Udgivet: February 11, 2003 - Pladeselskab: Reprise - Formater: Cassette, CD, digital download | 7                    | 1                    | —                    | 49                   | 8                    | 32                   | 28                   | 53                   | 6                    | 47                   | - MC: 4× Platin - ARIA: 7× Platin - BPI: 2× Platin - RIAA: Platin                                                                         |                                                                                       |
| It's Time                                                 | - Udgivet: February 8, 2005 - Pladeselskab: Reprise - Formater: CD, digital download            | 1                    | 2                    | 3                    | 2                    | 5                    | 2                    | 4                    | 7                    | 4                    | 7                    | - MC: 6× Platin - ARIA: 5× Platin - BPI: 2× Platin - BVMI: 2× Platin - IFPI AUT: Guld - IFPI SWI: Platin - IRMA: Platin - RIAA: 3× Platin | - US: 3,832,000                                                                       |
| Call Me Irresponsible                                     | - Udgivet: May 1, 2007 - Pladeselskab: Reprise - Formater: CD, digital download                 | 1                    | 1                    | 2                    | 1                    | 1                    | 1                    | 5                    | 3                    | 2                    | 1                    | - MC: 4× Platin - ARIA: 5× Platin - BPI: Platin (standard edition) - BPI: 3× Platin (special edition) - BVMI: Platin - RIAA: Platin       | - WW: 4,100,000 - US: 2,244,000                                                       |
| Crazy Love                                                | - Udgivet: October 9, 2009 - Pladeselskab: Reprise - Formater: CD, digital download             | 1                    | 1                    | 8                    | 5                    | 1                    | 2                    | 17                   | 4                    | 1                    | 1                    | - MC: 4× Platin - ARIA: 5× Platin - BPI: 10× Platin - BVMI: Platin - IRMA: 15× Platin - NVPI: Platin - RIAA: 2× Platin                    | - UK: 3,137,898                                                                       |
| Christmas                                                 | - Udgivet: October 25, 2011 - Pladeselskab: Reprise - Formater: CD, digital download            | 1                    | 1                    | 1                    | 1                    | 1                    | 1                    | 1                    | 3                    | 1                    | 1                    | - MC: Diamond - ARIA: 2× Diamond - IFPI AUT: 3× Platin - BPI: 10× Platin - BVMI: 5× Gold - GLF: Guld - IRMA: 8× Platin - IFPI SWI: Platin | - World: 12,000,000 - CAN: 1,500,000 - AUS: 1,000,000 - US: 4,379,000 - UK: 2,779,569 |
| To Be Loved                                               | - Udgivet: April 23, 2013 - Pladeselskab: Reprise - Formater: CD, digital download              | 1                    | 1                    | 1                    | 2                    | 1                    | 1                    | 3                    | 1                    | 1                    | 1                    | - MC: 4× Platin - ARIA: Platin - IFPI AUT: Platin - BPI: 2× Platin - BVMI: 3× Gold - IRMA: 2× Platin - RIAA: Platin                       | - WW: 2,400,000 - CAN: 350,000 - UK: 784,420 - US: 881,000                            |
| Nobody but Me                                             | - Udgivet: October 21, 2016 - Pladeselskab: Reprise - Formater: CD, digital download            | 2                    | 2                    | 3                    | 4                    | 2                    | 4                    | 16                   | 5                    | 2                    | 2                    | - MC: Platin - ARIA: Guld - BPI: Platin                                                                                                   | - WW: 1,200,000 - US: 85,000                                                          |
| Love                                                      | - Udgivet: November 16, 2018 - Pladeselskab: Reprise - Formats: CD, digital download            | 1                    | 2                    | 2                    | 6                    | 4                    | 4                    | 27                   | 3                    | 1                    | 2                    | - MC: Platin - BPI: Platinum | - US: 105.000                                                                         |
| Higher                                                    | - Udgivet: March 25, 2022 - Pladeselskab: Reprise                                               | 3                    | 2                    | 5                    | 7                    | 8                    | 11                   | —                    | 9                    | 1                    | 12                   | |                                                                                       |
| "—" denotes album that did not chart or was not released. |                                                                                                 |                      |                      |                      |                      |                      |                      |                      |                      |                      |                      | |                                                                                       |

### Livealbums
| Titel                                     | Albumdetaljer                                                                   | Højeste hitlisteplacering | Højeste hitlisteplacering | Højeste hitlisteplacering | Højeste hitlisteplacering | Højeste hitlisteplacering | Højeste hitlisteplacering | Højeste hitlisteplacering | Højeste hitlisteplacering | Højeste hitlisteplacering | Certifications                           |
| Titel                                     | Albumdetaljer                                                                   | CAN                       | AUS                       | AUT                       | GER                       | IRE                       | NLD                       | SWI                       | UK                        | US                        | Certifications                           |
| ----------------------------------------- | ------------------------------------------------------------------------------- | ------------------------- | ------------------------- | ------------------------- | ------------------------- | ------------------------- | ------------------------- | ------------------------- | ------------------------- | ------------------------- | ---------------------------------------- |
| Come Fly with Me                          | - Released: March 8, 2004 - Label: 143, Reprise - Formats: CD, digital download | —                         | 18                        | —                         | —                         | 37                        | 40                        | —                         | 52                        | 55                        | - MC: 3× Platin - BPI: Guld - ARIA: Guld |
| Caught in the Act                         | - Released: July 8, 2005 - Label: 143, Reprise - Formats: CD, digital download  | 26                        | 15                        | 30                        | 31                        | 19                        | 26                        | 51                        | 25                        | 82                        | - MC: 8× Platin - BPI: Guld              |
| Michael Bublé Meets Madison Square Garden | - Released: June 16, 2009 - Label: 143, Reprise - Formats: CD, digital download | —                         | 23                        | 47                        | 71                        | 5                         | 7                         | 67                        | 22                        | 14                        | - BPI: Sølv                              |

## EP’er
| First Dance                                           | - Udgivet: 1997 - Pladeselskab: Selvudgivelse - Formater: Cassette, CD              | —  | —  | —   | —  |              |
| Totally Bublé                                         | - Released: September 9, 2003 - Label: DRG - Formats: CD, digital download          | —  | 24 | 181 | —  |              |
| Let It Snow!                                          | - Released: November 25, 2003 - Label: 143, Reprise - Format: CD, digital download  | —  | —  | 71  | 32 |              |
| More                                                  | - Released: June 26, 2005 - Label: 143, Reprise - Format: CD, digital download      | —  | —  | —   | —  |              |
| With Love                                             | - Released: February 14, 2006 - Label: 143, Reprise - Format: CD, digital download  | —  | —  | —   | —  | - RIAA: Guld |
| A Taste of Bublé                                      | - Released: April 29, 2008 - Label: 143, Reprise - Format: CD, digital download     | —  | —  | —   | 35 |              |
| Special Delivery                                      | - Released: February 5, 2010 - Label: 143, Reprise - Format: CD, digital download   | —  | 79 | —   | 26 |              |
| Hollywood: The Deluxe EP                              | - Released: October 25, 2010 - Label: 143, Reprise - Format: CD, digital download   | 13 | —  | —   | 10 |              |
| A Holiday Gift for You                                | - Udgivet: December 1, 2010 - Pladeselskab: 143, Reprise - Format: Digital download | —  | —  | —   | —  |              |
| "—" denotes EP that did not chart or was not released |                                                                                     |    |    |     |    |              |

## Singler
| Titel                                                                                          | År   | Højeste hitlisteplacering | Højeste hitlisteplacering | Højeste hitlisteplacering | Højeste hitlisteplacering | Højeste hitlisteplacering | Højeste hitlisteplacering | Højeste hitlisteplacering | Højeste hitlisteplacering | Højeste hitlisteplacering | Højeste hitlisteplacering | Højeste hitlisteplacering | Certificeringer                                             | Album                   |
| Titel                                                                                          | År   | CAN                       | AUS                       | AUT                       | GER                       | IRE                       | NLD                       | SWE                       | SWI                       | UK                        | US                        | US AC                     | Certificeringer                                             | Album                   |
| ---------------------------------------------------------------------------------------------- | ---- | ------------------------- | ------------------------- | ------------------------- | ------------------------- | ------------------------- | ------------------------- | ------------------------- | ------------------------- | ------------------------- | ------------------------- | ------------------------- | ----------------------------------------------------------- | ----------------------- |
| "How Can You Mend a Broken Heart"                                                              | 2003 | —                         | —                         | —                         | —                         | —                         | —                         | —                         | —                         | —                         | —                         | 22                        |                                                             | Michael Bublé           |
| "Kissing a Fool"                                                                               | 2003 | —                         | —                         | —                         | —                         | —                         | —                         | —                         | —                         | —                         | —                         | 29                        |                                                             | Michael Bublé           |
| "Sway"                                                                                         | 2004 | —                         | 15                        | —                         | —                         | —                         | —                         | —                         | —                         | 200                       | —                         | 24                        |                                                             | Michael Bublé           |
| "Spider-Man Theme"                                                                             | 2004 | 6                         | 21                        | —                         | —                         | —                         | —                         | —                         | —                         | —                         | —                         | —                         |                                                             | Michael Bublé           |
| "Feeling Good"                                                                                 | 2005 | —                         | 70                        | 66                        | 36                        | —                         | 61                        | —                         | —                         | 69                        | —                         | —                         | - BPI: Guld                                                 | It's Time               |
| "Home"                                                                                         | 2005 | —                         | 35                        | 36                        | 55                        | 42                        | 56                        | 55                        | 33                        | 31                        | 72                        | 1                         | - RIAA: Platin - BPI: Guld                                  | It's Time               |
| "Home" / "Song for You"                                                                        | 2005 | —                         | —                         | —                         | —                         | —                         | —                         | —                         | —                         | 45                        | —                         | —                         |                                                             | It's Time               |
| "Save the Last Dance for Me"                                                                   | 2006 | —                         | —                         | —                         | —                         | —                         | —                         | —                         | —                         | —                         | 99                        | 5                         | - RIAA: Guld                                                | It's Time               |
| "Everything"                                                                                   | 2007 | 10                        | 19                        | 34                        | 39                        | 39                        | 5                         | 43                        | 28                        | 38                        | 46                        | 1                         | - RIAA: Platin - BPI: Guld                                  | Call Me Irresponsible   |
| "Me and Mrs. Jones"                                                                            | 2007 | —                         | —                         | —                         | —                         | —                         | —                         | —                         | 68                        | 127                       | —                         | —                         |                                                             | Call Me Irresponsible   |
| "Lost"                                                                                         | 2007 | 25                        | —                         | 55                        | 44                        | 24                        | 30                        | —                         | 66                        | 19                        | 97                        | 2                         | - BPI: Sølv                                                 | Call Me Irresponsible   |
| "It Had Better Be Tonight"                                                                     | 2007 | 89                        | —                         | —                         | —                         | —                         | —                         | —                         | —                         | 74                        | —                         | —                         |                                                             | Call Me Irresponsible   |
| "Comin' Home Baby" (featuring Boyz II Men)                                                     | 2008 | —                         | —                         | —                         | —                         | —                         | —                         | —                         | —                         | —                         | —                         | —                         |                                                             | Call Me Irresponsible   |
| "Haven't Met You Yet"                                                                          | 2009 | 5                         | 9                         | 54                        | 53                        | 5                         | 16                        | 39                        | 37                        | 5                         | 24                        | 1                         | - MC: Platin - ARIA: 2× Platin - RIAA: Platin - BPI: Platin | Crazy Love              |
| "Hold On"                                                                                      | 2009 | 87                        | —                         | —                         | —                         | —                         | —                         | —                         | —                         | 72                        | —                         | 9                         |                                                             | Crazy Love              |
| "Baby (You've Got What It Takes)"                                                              | 2009 | —                         | —                         | —                         | —                         | —                         | —                         | —                         | —                         | —                         | —                         | —                         |                                                             | Crazy Love              |
| "Cry Me a River"                                                                               | 2010 | —                         | —                         | —                         | —                         | 29                        | —                         | —                         | —                         | 34                        | —                         | —                         | - BPI: Sølv                                                 | Crazy Love              |
| "Crazy Love"                                                                                   | 2010 | —                         | —                         | —                         | —                         | —                         | —                         | —                         | —                         | 122                       | 124                       | —                         |                                                             | Crazy Love              |
| "Hollywood"                                                                                    | 2010 | 17                        | 91                        | —                         | —                         | 2                         | 52                        | —                         | —                         | 11                        | 55                        | 6                         | - BPI: Sølv                                                 | Crazy Love              |
| "Don't Get Around Much Anymore" (featuring Tony Bennett)                                       | 2011 | 38                        | —                         | —                         | —                         | —                         | —                         | —                         | —                         | —                         | —                         | —                         |                                                             | Duets II                |
| "All I Want for Christmas Is You"                                                              | 2011 | —                         | 76                        | —                         | 80                        | —                         | 88                        | 39                        | —                         | 149                       | 99                        | 1                         | - BPI: Sølv                                                 | Christmas               |
| "Georgia on My Mind"A (featuring Ray Charles)                                                  | 2012 | —                         | —                         | —                         | —                         | —                         | —                         | —                         | —                         | —                         | —                         | —                         |                                                             | Crazy Love              |
| "It's Beginning to Look a Lot Like Christmas" / "Jingle Bells" (featuring The Puppini Sisters) | 2012 | 4                         | 4                         | 6                         | 6                         | 11                        | 3                         | 4                         | 6                         | 7                         | 23                        | 2                         | - BPI: Platin                                               | Christmas               |
| "White Christmas"B (featuring Bing Crosby)                                                     | 2012 | 72                        | —                         | 51                        | 39                        | —                         | —                         | —                         | 58                        | —                         | 124                       | —                         |                                                             | Christmas               |
| "It's a Beautiful Day"                                                                         | 2013 | 20                        | 33                        | 24                        | 28                        | 28                        | 24                        | —                         | 32                        | 10                        | 94                        | 7                         | - ARIA: Guld - BPI: Sølv                                    | To Be Loved             |
| "Close Your Eyes"                                                                              | 2013 | —                         | —                         | —                         | —                         | 77                        | —                         | —                         | —                         | 72                        | —                         | 13                        |                                                             | To Be Loved             |
| "After All" (featuring Bryan Adams)                                                            | 2013 | 96                        | —                         | —                         | —                         | —                         | —                         | —                         | —                         | —                         | —                         | —                         |                                                             | To Be Loved             |
| "You've Got a Friend in Me"                                                                    | 2013 | —                         | —                         | —                         | —                         | —                         | —                         | —                         | —                         | —                         | —                         | 10                        |                                                             | To Be Loved             |
| "You Make Me Feel So Young"                                                                    | 2013 | —                         | —                         | —                         | —                         | —                         | —                         | —                         | —                         | —                         | —                         | —                         |                                                             | To Be Loved             |
| "To Love Somebody"                                                                             | 2014 | —                         | —                         | —                         | —                         | —                         | —                         | —                         | —                         | —                         | —                         | —                         |                                                             | To Be Loved             |
| "Baby, It's Cold Outside" (with Idina Menzel)                                                  | 2014 | 58                        | —                         | —                         | —                         | 62                        | —                         | —                         | —                         | 39                        | 78                        | 1                         | - BPI: Sølv                                                 | Holiday Wishes          |
| "The More You Give (The More You'll Have)"                                                     | 2015 | —                         | 97                        | —                         | —                         | —                         | —                         | —                         | —                         | —                         | —                         | 19                        |                                                             | Non-album single        |
| "Nobody but Me"                                                                                | 2016 | 70                        | —                         | —                         | —                         | —                         | —                         | —                         | —                         | 77                        | —                         | 10                        |                                                             | Nobody but Me           |
| "I Believe in You"                                                                             | 2016 | —                         | —                         | —                         | —                         | —                         | —                         | —                         | —                         | —                         | —                         | 11                        |                                                             | Nobody but Me           |
| "When I Fall in Love"                                                                          | 2018 | —                         | —                         | —                         | —                         | —                         | —                         | —                         | —                         | —                         | —                         | —                         |                                                             | Love                    |
| "Love You Anymore"                                                                             | 2018 | —                         | —                         | —                         | —                         | —                         | —                         | —                         | —                         | —                         | —                         | 10                        |                                                             | Love                    |
| "Such a Night"                                                                                 | 2018 | —                         | —                         | —                         | —                         | —                         | —                         | —                         | —                         | —                         | —                         | —                         |                                                             | Love                    |
| "Forever Now"                                                                                  | 2019 | —                         | —                         | —                         | —                         | —                         | —                         | —                         | —                         | —                         | —                         | 19                        |                                                             | Love                    |
| "Gotta Be Patient" (with Barenaked Ladies and Sofia Reyes)                                     | 2020 | —                         | —                         | —                         | —                         | —                         | —                         | —                         | —                         | —                         | —                         | —                         |                                                             | Non-album single        |
| "Elita" (with Gary Barlow & Sebastián Yatra)                                                   | 2020 | —                         | —                         | —                         | —                         | —                         | —                         | —                         | —                         | —                         | —                         | —                         |                                                             | Music Played by Humans  |
| "Cuddle Up, Cozy Down Christmas" (with Dolly Parton)                                           | 2020 | —                         | —                         | —                         | —                         | 52                        | —                         | —                         | —                         | 55                        | —                         | 10                        |                                                             | A Holly Dolly Christmas |
| "I'll Never Not Love You"                                                                      | 2022 | 68                        | —                         | —                         | —                         | —                         | —                         | —                         | —                         | —                         | —                         | 10                        |                                                             | Higher                  |
| "Higher"                                                                                       | 2022 | —                         | —                         | —                         | —                         | —                         | —                         | —                         | —                         | —                         | —                         | 9                         |                                                             | Higher                  |
| "—" denotes single that did not chart or was not released                                      |      |                           |                           |                           |                           |                           |                           |                           |                           |                           |                           |                           |                                                             |                         |

## Andre sange på hitlisterne

### Forskellige pop-hitlister
| Titel                                                      | År   | Højeste hitlisteplacering | Højeste hitlisteplacering | Højeste hitlisteplacering | Højeste hitlisteplacering | Højeste hitlisteplacering | Højeste hitlisteplacering | Højeste hitlisteplacering | Højeste hitlisteplacering | Højeste hitlisteplacering | Højeste hitlisteplacering | Certificeringer | Album                  |
| Titel                                                      | År   | CAN                       | AUS                       | AUT                       | GER                       | IRE                       | NLD                       | SWE                       | SWI                       | UK                        | US                        | Certificeringer | Album                  |
| ---------------------------------------------------------- | ---- | ------------------------- | ------------------------- | ------------------------- | ------------------------- | ------------------------- | ------------------------- | ------------------------- | ------------------------- | ------------------------- | ------------------------- | --------------- | ---------------------- |
| "Let It Snow!"                                             | 2003 | —                         | 22                        | 25                        | 35                        | 32                        | 56                        | —                         | 28                        | 157                       | —                         |                 | Let It Snow!           |
| "Moondance"                                                | 2007 | —                         | —                         | —                         | —                         | —                         | —                         | —                         | —                         | 178                       | —                         |                 | Michael Bublé          |
| "Have Yourself a Merry Little Christmas"                   | 2011 | —                         | 81                        | —                         | —                         | —                         | —                         | 57                        | —                         | 99                        | 49                        |                 | Christmas              |
| "Santa Claus Is Coming to Town"                            | 2011 | —                         | 48                        | 71                        | 66                        | 85                        | 38                        | 43                        | 43                        | 77                        | —                         | - BPI: Sølv     | Christmas              |
| "Christmas (Baby Please Come Home)"                        | 2011 | —                         | 87                        | —                         | 78                        | —                         | 58                        | 31                        | —                         | 47                        | —                         | - BPI: Sølv     | Christmas              |
| "Cold December Night"                                      | 2011 | 96                        | 80                        | —                         | —                         | —                         | —                         | —                         | —                         | —                         | —                         | - BPI: Sølv     | Christmas              |
| "White Christmas" (featuring Shania Twain)                 | 2011 | 86                        | 50                        | 35                        | 35                        | —                         | 36                        | 35                        | —                         | 134                       | —                         | - BPI: Sølv     | Christmas              |
| "Jingle Bells" (featuring The Puppini Sisters)             | 2011 | —                         | 24                        | —                         | —                         | —                         | 56                        | 56                        | —                         | 155                       | —                         | - BPI: Sølv     | Christmas              |
| "Winter Wonderland"                                        | 2012 | —                         | —                         | —                         | —                         | —                         | —                         | —                         | —                         | 132                       | —                         |                 | Christmas              |
| "Home" (featuring Blake Shelton)                           | 2012 | —                         | —                         | —                         | —                         | —                         | —                         | —                         | —                         | —                         | —                         |                 | Cheers, It's Christmas |
| "Who's Lovin' You"                                         | 2013 | —                         | —                         | —                         | —                         | —                         | —                         | —                         | —                         | 133                       | —                         |                 | To Be Loved            |
| "Holly Jolly Christmas"                                    | 2014 | 25                        | 19                        | 39                        | 31                        | 34                        | 13                        | 36                        | 22                        | 24                        | —                         | - BPI: Platin   | Christmas              |
| "Santa Baby"                                               | 2014 | —                         | 97                        | —                         | —                         | —                         | —                         | —                         | —                         | 192                       | —                         | - BPI: Sølv     | Christmas              |
| "I'll Be Home for Christmas"                               | 2019 | —                         | 78                        | —                         | —                         | —                         | —                         | —                         | —                         | —                         | —                         |                 | Christmas              |
| "Let It Snow! (10th Anniversary)"                          | 2021 | —                         | —                         | —                         | —                         | —                         | —                         | —                         | —                         | 44                        | —                         |                 |                        |
| "The Christmas Sweater"                                    | 2021 | 74                        | —                         | —                         | 76                        | 74                        | —                         | —                         | —                         | 61                        | —                         |                 |                        |
| "—" denotes single that did not chart or was not released. |      |                           |                           |                           |                           |                           |                           |                           |                           |                           |                           |                 |                        |

### Holiday 100 chart
Da mange radiostationer i USA ændrer format og spiller mange julesange i december, har en en lang række julesange en voldsom spring i popularitet i de sidste uger af året.. I december 2011 begyndte Billboard at have en Holiday Songs chart med 50 pladser, der giver overblik over de sidste fem uger a fåret for at "rangere de mest populære julesange i alle periode efter samme metodologi som Hot 100, der blander streaming, airplay og salgstal", og i 2013 blev længden af listen fordoblet til Holiday 100. Mange af Bublé sange har optrådt på Holiday 100 og de er noteret nedenfor.
| Title                                              | Højeste placering | Højeste placering | Højeste placering | Højeste placering | Højeste placering | Højeste placering | Højeste placering | Højeste placering | Højeste placering | Højeste placering | Højeste placering | Højeste placering | Album                                       |
| Title                                              | 2011              | 2012              | 2013              | 2014              | 2015              | 2016              | 2017              | 2018              | 2019              | 2020              | 2021              | 2022              | Album                                       |
| -------------------------------------------------- | ----------------- | ----------------- | ----------------- | ----------------- | ----------------- | ----------------- | ----------------- | ----------------- | ----------------- | ----------------- | ----------------- | ----------------- | ------------------------------------------- |
| "It's Beginning to Look a Lot Like Christmas"      | 16                | 10                | 15                | 14                | 13                | 16                | 10                | 16                | 23                | 14                | 8                 | 15                | Christmas                                   |
| "All I Want for Christmas Is You"                  | 21                | 13                | 55                | 54                | 48                | 57                | 60                | 100               | —                 | —                 | —                 | —                 | Christmas                                   |
| "Have Yourself a Merry Little Christmas"           | 45                | 30                | 58                | 64                | 37                | 75                | 65                | 24                | 33                | 29                | 28                | 33                | Christmas                                   |
| "Holly Jolly Christmas"                            | —                 | 22                | 44                | 39                | 33                | 43                | 22                | 41                | 39                | 27                | 36                | 41                | Christmas                                   |
| "White Christmas" (Duet with Shania Twain)         | —                 | 29                | 29                | 22                | 57                | 53                | 79                | —                 | —                 | —                 | —                 | —                 | Christmas                                   |
| "Jingle Bells" (featuring The Puppini Sisters)     | —                 | 37                | —                 | 82                | 88                | 66                | 53                | 87                | —                 | —                 | —                 | —                 | Christmas                                   |
| "Santa Claus Is Coming to Town"                    | —                 | 35                | 93                | 67                | 53                | 51                | 58                | 63                | 76                | 96                | 78                | —                 | Christmas                                   |
| "Christmas (Baby Please Come Home)"                | —                 | 24                | 69                | 75                | 67                | 68                | 40                | 58                | 62                | 61                | 61                | 56                | Christmas                                   |
| "Cold December Night"                              | —                 | 41                | —                 | —                 | —                 | 90                | 72                | 91                | —                 | —                 | —                 | —                 | Christmas                                   |
| "Let It Snow! Let It Snow! Let It Snow!"           | —                 | —                 | 86                | 100               | —                 | —                 | 45                | —                 | —                 | —                 | —                 | —                 | Let It Snow!                                |
| "I'll Be Home for Christmas"                       | —                 | —                 | 56                | 44                | 90                | —                 | —                 | 68                | 68                | 70                | 45                | 46                | Christmas                                   |
| "Santa Buddy (Santa Baby)"                         | —                 | —                 | 34                | 60                | 94                | 99                | —                 | —                 | —                 | —                 | —                 | —                 | Christmas                                   |
| "Silent Night"                                     | —                 | —                 | 81                | —                 | —                 | —                 | 74                | —                 | —                 | —                 | —                 | —                 | Christmas                                   |
| "Ave Maria"                                        | —                 | —                 | 88                | —                 | —                 | —                 | —                 | —                 | —                 | —                 | —                 | —                 | Christmas                                   |
| "Blue Christmas"                                   | —                 | —                 | 91                | —                 | —                 | —                 | —                 | —                 | —                 | —                 | —                 | —                 | Christmas                                   |
| "Baby, It's Cold Outside" (Duet with Idina Menzel) | —                 | —                 | —                 | 14                | 31                | 41                | 47                | 66                | 86                | 94                | 83                | 89                | Holiday Wishes                              |
| "The Christmas Song"                               | —                 | —                 | —                 | —                 | 90                | 88                | 90                | —                 | —                 | —                 | —                 | —                 | Let It Snow!                                |
| "Winter Wonderland"                                | —                 | —                 | —                 | —                 | —                 | —                 | 93                | —                 | —                 | —                 | —                 | —                 | Christmas                                   |
| "Let It Snow! (10th Anniversary)"                  | —                 | —                 | —                 | —                 | —                 | —                 | —                 | —                 | —                 | —                 | 91                | 94                | Christmas (10th anniversary deluxe edition) |
| "The Christmas Sweater"                            | —                 | —                 | —                 | —                 | —                 | —                 | —                 | —                 | —                 | —                 | 96                |                   | Christmas (10th anniversary deluxe edition) |

## Andre optrædener
| Titel                                      | År   | Featured kunstner | Album                                                          |
| ------------------------------------------ | ---- | ----------------- | -------------------------------------------------------------- |
| "Strangers in the Night"                   | 2000 |                   | Duets                                                          |
| "Dumb ol' Heart"                           | 2000 |                   | Here's to Life!                                                |
| "I've Never Been in Love Before"           | 2000 |                   | Here's to Life!                                                |
| "When You're Smiling"                      | 2000 |                   | Here's to Life!                                                |
| "Down with Love"                           | 2003 | Holly Palmer      | Down with Love                                                 |
| "I Won't Dance"                            | 2004 | Jane Monheit      | Taking a Chance on Love                                        |
| "Elf's Lament"                             | 2004 | Barenaked Ladies  | Barenaked for the Holidays                                     |
| "Let There Be Love"                        | 2005 | Chris Botti       | To Love Again                                                  |
| "Peroxide Swing"                           | 2005 |                   | Saint Germain des Prés Café, Vol. 7                            |
| "Just in Time"                             | 2006 | Tony Bennett      | Duets: An American Classic                                     |
| "Steppin' Out with My Baby"                | 2006 | Tony Bennett      | Duets: An American Classic                                     |
| "How About You?"                           | 2007 | Lou Pomanti       | Words to Music: The Canadian Songwriters Hall of Fame          |
| "Too Close for Comfort"                    | 2007 |                   | We All Love Ella: Celebrating the First Lady of Song           |
| "You Are My Destiny"                       | 2007 | Paul Anka         | Classic Songs, My Way                                          |
| "L-O-V-E"                                  | 2007 |                   | Why Did I Get Married?                                         |
| "Baby, It's Cold Outside"                  | 2008 | Anne Murray       | Anne Murray's Christmas Album                                  |
| "Mr. Templeton"                            | 2009 |                   | Flu Shot                                                       |
| "When I Fall in Love"                      | 2009 | Boyz II Men       | Love                                                           |
| "Baby, It's Cold Outside"                  | 2009 | Jennifer Hudson   | Jennifer Hudson: I'll Be Home for Christmas                    |
| "Let It Snow!"                             | 2009 | Jennifer Hudson   | Jennifer Hudson: I'll Be Home for Christmas                    |
| "Everybody Hurts"                          | 2010 | Various           | Helping Haiti                                                  |
| "Gracias a la Vida"                        | 2010 | Various           | Gracias a la Vida                                              |
| "Maple Leaf Forever"                       | 2010 |                   | Sounds of Vancouver 2010: Closing Ceremony Commemorative Album |
| "How Deep Is Your Love"                    | 2011 | Kelly Rowland     | Home for Christmas                                             |
| "Don't Get Around Much Anymore"            | 2011 | Tony Bennett      | Duets II                                                       |
| "Damn"                                     | 2012 | Styles of Beyond  | Reseda Beach                                                   |
| "Winter Wonderland"                        | 2012 | Rod Stewart       | Merry Christmas, Baby                                          |
| "Bésame Mucho"                             | 2012 | Thalía            | Habítame siempre                                               |
| "Pennies from Heaven"                      | 2013 | Paul Anka         | Duets                                                          |
| "You'll Never Find Another Love Like Mine" | 2013 | Laura Pausini     | 20 - The Greteast Hits                                         |
| "Soda Pop"                                 | 2013 | Robbie Williams   | Swings Both Ways                                               |
| "It Had to Be You"                         | 2014 | Barbra Streisand  | Partners                                                       |
| "Baby, It's Cold Outside"                  | 2014 | Idina Menzel      | Holiday Wishes                                                 |
| "Alone Again (Naturally)"                  | 2015 | Diana Krall       | Wallflower                                                     |
| "Fever"                                    | 2015 | Elvis Presley     | If I Can Dream                                                 |
| "Elita"                                    | 2020 | Gary Barlow       | Music Played by Humans                                         |

## Musikvideoer
| Titel                                         | År   | Instruktør                     |
| --------------------------------------------- | ---- | ------------------------------ |
| "Sway"                                        | 2003 | Peter Kasden                   |
| "Moondance"                                   | 2004 | Peter Kasden                   |
| "Spider-Man Theme"                            | 2004 | Mike Danson                    |
| "Feeling Good"                                | 2005 | Noble Jones                    |
| "Home"                                        | 2005 | Noble Jones                    |
| "Save the Last Dance for Me"                  | 2005 | Noble Jones                    |
| "Everything"                                  | 2007 | Sean Turrell                   |
| "Me and Mrs. Jones"                           | 2007 | Sean Turrell                   |
| "Lost"                                        | 2007 | Andrew MacNaughtan             |
| "Haven't Met You Yet"                         | 2009 | Rich Lee                       |
| "Hold On"                                     | 2009 | Rich Lee                       |
| "Cry Me a River"                              | 2009 | Brett Sullivan                 |
| "Crazy Love"                                  | 2010 | Brett Sullivan                 |
| "Hollywood"                                   | 2010 | Rich Lee                       |
| "Don't Get Around Much Anymore"               | 2011 | Dex Lawson                     |
| "All I Want for Christmas Is You"             | 2011 | Nicole Miller                  |
| "It's a Beautiful Day"                        | 2013 | Marc Klasfeld                  |
| "Close Your Eyes"                             | 2013 | Marc Klasfeld & Brett Sullivan |
| "After All"                                   | 2013 |                                |
| "You Make Me Feel So Young"                   | 2013 | Brett Sullivan                 |
| "To Love Somebody"                            | 2014 | Brett Sullivan                 |
| "When I Fall In Love"                         | 2018 |                                |
| "Love You Anymore"                            | 2018 | Ben Mor                        |
| "White Christmas [Official Animated Video]"   | 2019 | Lior Molcho                    |
| "Let It Snow [10th Anniversary]"              | 2021 | James Larese                   |
| "It's Beginning to Look a Lot Like Christmas" | 2021 |                                |
| "The Christmas Sweater"                       | 2021 | Lior Molcho                    |